# Kortsprietgroefbij
De kortsprietgroefbij (Lasioglossum brevicorne) is een vliesvleugelig insect uit de familie Halictidae. De wetenschappelijke naam van de soort is voor het eerst geldig gepubliceerd in 1870 door Schenck.